# Албин Кицингер
Албин Кицингер (Швајнфурт, 1. фебруар 1912. – 6. август 1970.) био је немачки фудбалер. Целу каријеру је играо за Швајнфурт 05 .
На репрезентативном нивоу играо је за репрезентацију Немачке (44 утакмице/2 гола), и био је учесник Светског првенства у фудбалу 1938. године. Кицингер се истакао сигурношћу са лоптом и смиреношћу којом је дистрибуирао лопту. Заједно са Андреасом Купфером и Лудвигом Голдбрунером формирао је један од најбољих штоперских трија крајем 1930-их. Године 1937. позван је да представља Западну Европу у Амстердаму против Централне Европе, а годину дана касније изабран је да игра у саставу 11 најбољих играча по извору ФИФА-е против Енглеске на стадиону Хајбери. Укупно је одиграо 826 утакмица за свој клуб Швајнфурт 05. Умро је у 58. години живота након дуге и тешке болести.